# 土木堡
40°22′45.03″N 115°36′42.19″E / 40.3791750°N 115.6117194°E
土木堡，本名统漠城，是位于中国河北省张家口市怀来县土木镇境内的一个城堡，坐落于居庸关至大同长城一线的内侧，是长城防御系统中的一个组成部分。

## 簡介
土木堡位于怀来县城的东10公里，为一船形城堡，堡城南北长约五百米，东西长有1000米左右，城墙高6、7米左右。堡墙现存的只有南墙和西墙。原为土筑砖包，现城砖已无，只剩土墙。
在明朝，榆林堡、土木堡和鸡鸣堡是京北三大堡。
1449年，明英宗亲征蒙古瓦剌部，被瓦剌军队围困于土木堡，兵败被俘，史称土木堡之变。
1457年，明英宗奪門之變复辟以后，在堡内修建了显忠祠，以祭祀、褒揚土木堡之变中牺牲的二、三十员明朝武将。